# 반둥 FC
반둥 FC(Bandung Football Club)는 반둥 서자와주에 연고를 둔 인도네시아 축구 클럽이다. 이 클럽은 2011년 대회가 없어질 때까지 리가 프리메르 인도네시아에 소속되어 있었다.
2011년 1월 27일 미드필더 리 헨드리에 자유 이적을 통해 반둥은 영국인 또는 프리미어리그 경험이 있는 선수를 확보한 최초의 인도네시아 클럽이 되었다. 2년 계약에도 불구하고 그의 경기 시간은 짧았고 2011년 10월까지 그는 영국의 비리그 팀 Daventry Town 에서 뛰고 있다.